# Nolina microcarpa
Nolina microcarpa ist eine Pflanzenart der Gattung Nolina in der Familie der Spargelgewächse (Asparagaceae). Ein englischer Trivialname ist „Sacahuista Beargrass“.

## Beschreibung
Nolina microcarpa wächst stammlos und bildet Horste von 1,2 bis 2 m Durchmesser. Die variablen, grasähnlichen, hellgrünen bis gelbfarbenen, konkave-konvexen, auf den Boden herabfallenden Laubblätter sind 60 bis 140 cm lang und 5 bis 12 mm breit. Die Blattränder sind gezähnt.
Der in den Blättern kurz verzweigte Blütenstand wird 0,3 bis 0,8 m lang. Die pinkfarbenen Blüten sind 1,5 bis 3,5 mm lang. Die Blühperiode liegt im Juni.
Die in der Reife holzigen, runden Kapselfrüchte sind 3 bis 5,5 mm im Durchmesser. Die braunen, kugelförmigen Samen sind 3 mm im Durchmesser.
Nolina microcarpa ist in Europa frosthart bis minus 20 °C. Sie ist kaum bekannt.

## Verbreitung und Systematik
Nolina microcarpa ist in den US-Bundesstaaten Texas und New Mexico und in Mexiko in den Bundesstaaten Chihuahua und Sonora in Höhenlagen von 1000 bis 2000 m verbreitet. Sie wächst in Grasland, auf steinigem Boden auf flachen Hügeln und ist vergesellschaftet mit Yucca baccata und verschiedenen Kakteen-Arten.
Nolina microcarpa ist Mitglied der Sektion Microcarpae. Das Erscheinungsbild ähnelt der geographisch isolierten, auf Baja California vorkommenden Nolina palmeri, jedoch formt diese steifere und kürzere Blätter.
Die Erstbeschreibung erfolgte 1879 durch Sereno Watson. Ein Synonym ist Beaucarnea microcarpa Baker.

## Bilder

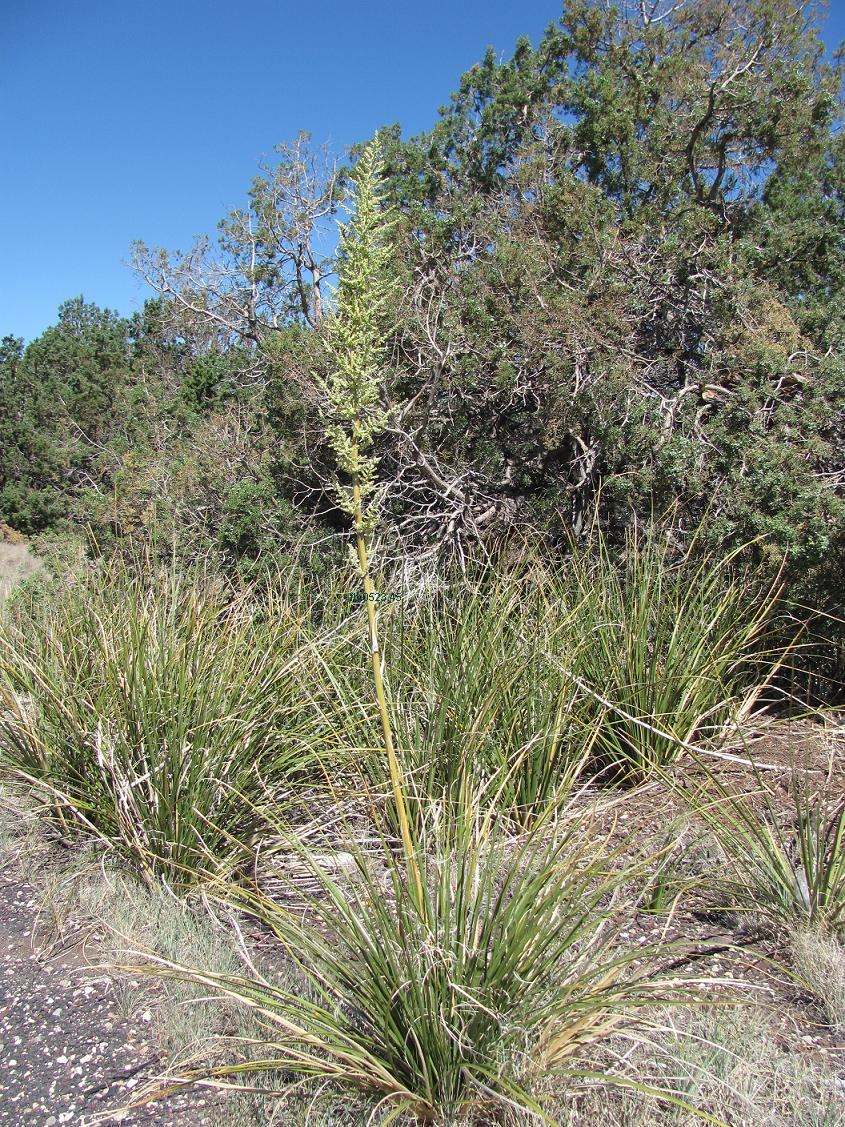
Typischer, oberhalb der Blätter verzweigter Blütenstand
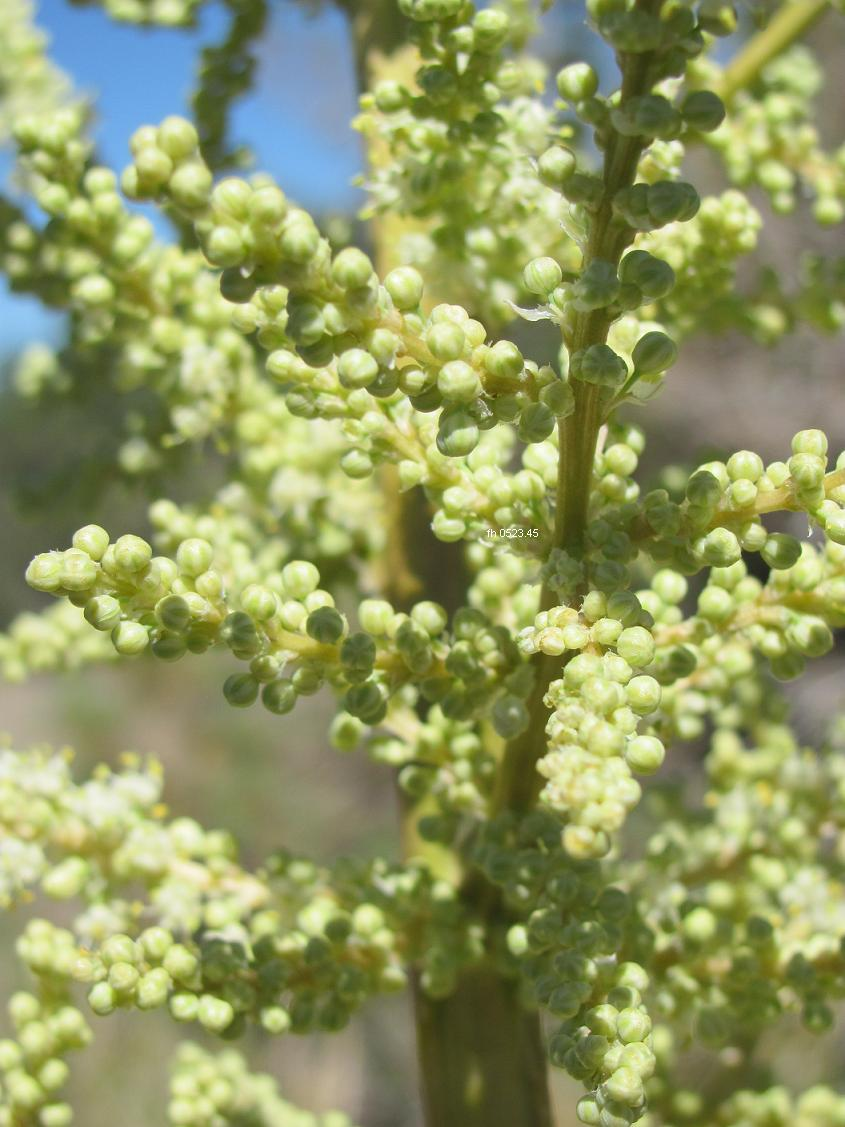
Ausschnitt eines Blütenstandes

## Nachweise